# Rogerville
Rogerville é uma comuna francesa na região administrativa da Normandia, no departamento de Sena Marítimo. Estende-se por uma área de 9,5 km². Em 2010 a comuna tinha 1 517 habitantes (densidade: 159,7 hab./km²).